# Guion menos
El signo de guion menos - es la forma de guion más común en documentos digitales. En la mayoría de los teclados, es el único carácter que se parece a un signo menos o un guion, por lo que también se utiliza para estos. El nombre guion menos deriva del estándar ASCII original, donde se llamaba, en inglés, hyphen-(minus). El carácter se denomina guion, signo menos o raya pequeña según el contexto en el que se utiliza.

## Descripción
En las primeras máquinas de escribir y codificaciones de caracteres, casi siempre se usaba una sola tecla/código para el guion, signo menos, rayas y tachados, ya que todos tienen una apariencia más o menos similar. El estándar Unicode actual especifica caracteres distintos para las rayas, un signo menos inequívoco (a veces llamado menos Unicode) en el punto de código U+2212 y varios tipos de guiones, incluido el guión Unicode inequívoco en U+2010 y el guion menos en U+002D. Cuando se requiere un guion, el guion menos es una opción común, ya que es bien conocido, fácil de escribir en los teclados y sigue siendo la única forma reconocida por muchos formatos de datos y lenguajes informáticos. Aunque el estándar Unicode establece que el guion U+2010 es «preferido» al guion menos, el estándar en sí utiliza el guion menos como carácter de guion.
En la mayoría de las fuentes modernas, el guion menos es idéntico o muy similar al guion Unicode.

## Usos

### Mecanografía
Este carácter se escribe al desear un guion o un signo menos. Según las antiguas convenciones de las máquinas de escribir, es común utilizar un par -- para representar un guion largo —, y poner espacios a su alrededor  -  para representar un guion espaciado  – ; esta práctica está en desuso en la tipografía profesional. Algunos procesadores de texto los convierten automáticamente al guion correcto. El carácter también se puede escribir varias veces para simular una línea horizontal (aunque en la mayoría de los casos, la entrada repetida del guion bajo producirá una línea continua). Alternar el guion menos con espacios produce una línea discontinua, como las que indican dónde se va a cortar el papel. En una máquina de escribir, reescribir una sección de texto con esto se utiliza para tachar.

### Lenguajes de programación
La mayoría de lenguajes de programación utilizan el guion menos para indicar resta y negación. Rara vez se usa para indicar un intervalo entre dos factores, debido a la ambigüedad con la resta. Generalmente, otros caracteres, como el U+2212 − SIGNO MENOS Unicode, no están reconocidos.
En algunos lenguajes de programación (por ejemplo MySQL) -- (dos guiones menos) marcan el comienzo de un comentario. Se puede utilizar para iniciar el bloque de firma en el sistema de noticias Usenet. YAML usa --- (tres guiones menos) para finalizar una sección.

### Línea de comando
El carácter guion menos se suele utilizar al especificar opciones de línea de comandos, una convención popularizada por Unix. Ejemplos de la forma corta son -R o -q. Un usuario puede especificar ambos usando -Rq. Algunas implementaciones permiten dos guiones menos para especificar nombres de opciones «largos» como --recursive o --quiet. Estos son más fáciles de entender al leer comandos (en algunos programas no pasa nada por la cantidad de guiones menos y no permiten combinaciones de opciones de una sola letra o requieren que el usuario las reorganice para que no coincidan con una opción larga). Un guion menos doble por sí solo (seguido de un espacio) indica que no hay más opciones, lo cual es útil cuando se necesita especificar un nombre de archivo que comienza con un guion menos. Se puede reconocer una opción de solo un guion menos (seguido de un espacio) en lugar de un nombre de archivo e indica que se debe leer la entrada estándar.

### diffde salida
- se usa para denotar las líneas eliminadas en un diff de salida en formato contextual o unificado.

## Codificación
El glifo tiene un punto de código en Unicode como U+002D - GUION MENOS. También está en ASCII con el mismo valor.